# Chuck Share
Charles Edward Share, detto Chuck (Akron, 14 marzo 1927 – Chesterfield, 7 giugno 2012), è stato un cestista statunitense, professionista nella NPBL e nella NBA.

## Carriera
Venne selezionato dai Boston Celtics al primo giro del Draft NBA 1950 (1ª scelta assoluta).

## Palmarès
- NCAA AP All-America Third Team (1950)
- Campionato NBA: 1

St. Louis Hawks: 1958